# Hreniv, Kameanka-Buzka
Hreniv (în ucraineană Хренів) este un sat în comuna Didîliv din raionul Kameanka-Buzka, regiunea Liov, Ucraina.

## Demografie
Componența lingvistică a localității Hreniv
     Ucraineană (99,66%)
     Alte limbi (0,34%)
Conform recensământului din 2001, majoritatea populației localității Hreniv era vorbitoare de ucraineană (99,66%), existând în minoritate și vorbitori de alte limbi.